# Aleksandar Tassew
Aleksandar Tassew (* 1961 oder 1962; † 14. Mai 2007) war ein bulgarischer Unternehmer, Politiker und Fußballfunktionär.

## Werdegang
Über seinen Onkel Nikola Tassew, der eine wichtige Person zu Zeiten des kommunistischen Bulgarien war, startete Tassew seine Geschäftstätigkeit. Dabei war er in die Tätigkeiten von über 240 Unternehmen involviert. Dieses machte ihn zu einem der reichsten Männer im südwestlichen Bulgarien. Hatte er zunächst als Geldwechsler reüssiert, verdiente er später sein Vermögen insbesondere als Rohstoffhändler für u. a. Kirschen, Wein, Öl und Metalle. Wie kurz nach seinem Tod bekannt gegeben wurde, ermittelte 2001 gegen ihn da bulgarische Innenministerium wegen einer möglichen Umgehung des Handelsembargos gegen Serbien. Das Verfahren war jedoch aus unbekannten Gründen abrupt Fallen gelassen worden.
Tassew hatte zudem politische Ambitionen. Zunächst ein Unterstützer des BSP-Politikers Georgi Parwanow trat er bei der bulgarischen Parlamentswahl 1997 erfolglos als Kandidat des Bulgarischen Business Blocks an.
Im Frühjahr 2006 übernahm Tassew das Präsidentenamt bei Lokomotive Plowdiw, das er bis zu seinem Tod innehatte.
Im Mai 2007 wurde Tassew im Alter von 45 Jahren in einem Vorort von Sofia erschossen. Er war nach Georgi Iliew und Nikolai Popow der dritte Präsident Lokomotive Plowdiws, der innerhalb von zwei Jahren ermordet wurde.